# إدوارد آي. كيلي سينيور
إدوارد آي. كيلي سينيور (بالإنجليزية: Edward I. Kelly, Sr.)‏ هو مدرب خيول أمريكي، ولد في 30 يوليو 1921 في بالتيمور في الولايات المتحدة، وتوفي في 2 سبتمبر 2004.